# Burak Aydos
Burak Aydos (* 8. Januar 1972 in Ankara) ist ein türkischer Pop- und Arabesk-Sänger.

## Leben und Wirken
Als Gewinner der türkischen Vorentscheidung durfte er die Türkei beim Eurovision Song Contest 1993 in Millstreet vertreten. Mit dem Popsong Esmer yarım landete er auf Platz 21.
Bize Erkek Adam Derlerin wurde im September 2007 zur Titelmusik der von Show TV ausgestrahlten Comedyserie Eşref Saati. Für die Serie hat er auch eigene Lieder geschrieben, zum Beispiel Eşref Bunu Duyunca.

## Diskografie

### Alben
- 1995: Şartsız… Kuralsız… Hesapsız!

### EPs
- 2007: 30+

### Singles
- 1993: Esmer Yarım